# Juan Carlos Oblitas
Juan Carlos Oblitas Saba (ur. 16 lutego 1951 w Mollendo) – piłkarz peruwiański grający na pozycji napastnika.

## Kariera klubowa
Karierę piłkarską Oblitas rozpoczął w klubie Universitario Lima. W 1968 roku zadebiutował w jego barwach w peruwiańskiej Primera División, a w 1971 roku osiągnął swój pierwszy sukces, gdy wywalczył mistrzostwo kraju. W 1974 roku ponownie sięgnął z Universitario po tytuł mistrza Peru.
W 1975 roku Oblitas wyjechał za granicę. Jego pierwszym klubem zagranicznym było hiszpańskie Elche CF, w którym rozegrał jedno spotkanie. W 1976 roku Peruwiańczyk został piłkarzem meksykańskiego CD Veracruz, a w 1978 roku wrócił do Peru i został zawodnikiem Sportingu Cristal Lima. W 1979 roku został ze Sportingiem mistrzem kraju, a w 1980 roku ponownie wywalczył tytuł mistrzowski. W 1981 roku przeszedł do belgijskiego RFC Seraing, gdzie grał wraz z rodakiem Percym Rojasem. W 1984 roku ponownie grał w ojczyźnie, tym razem w swoim pierwotnym klubie, Universitario Lima. W 1985 roku został mistrzem Peru i po tym sukcesie zakończył karierę piłkarską.

## Kariera reprezentacyjna
W reprezentacji Peru Oblitas zadebiutował 4 marca 1973 roku w wygranym 5:1 towarzyskim meczu z Gwatemalą. W 1978 roku był podstawowym zawodnikiem Peru na Mistrzostwach Świata w Argentynie. Wystąpił na nich w 6 spotkaniach: ze Szkocją (3:1), z Holandią (0:0), z Iranem (4:1), z Brazylią (0:3), z Polską (0:1) i z Argentyną (0:6). W 1982 roku został powołany przez selekcjonera Tima do kadry na Mistrzostwa Świata w Hiszpanii. Tam także był członkiem wyjściowej jedenastki i zagrał w 3 meczach: z Kamerunem (0:0), z Włochami (1:1) i z Polską (1:5). W swojej karierze zagrał także na Copa América 1975 (mistrzostwo kontynentu). Od 1973 do 1985 roku rozegrał w kadrze narodowej 63 mecze i strzelił 11 goli.

## Kariera trenerska
Po zakończeniu kariery piłkarskiej Oblitas został trenerem. W 1987 roku objął funkcję trenera Universitario Lima i już w pierwszym sezonie wywalczył mistrzostwo Peru. W 1990 roku został szkoleniowcem Sportingu Cristal Lima, z którym trzykrotnie w latach 1991, 1994 i 1995 zostawał mistrzem kraju. Następnie w 1996 roku został selekcjonerem reprezentacji Peru. W 1999 roku przestał prowadzić rodzimą kadrę, a następnie był trenerem takich klubów jak: Club Sporting Cristal, kostarykańskie LD Alajuelense, Universidad San Martín Lima i ekwadorskie LDU Quito (mistrzostwo kraju w 2005 roku). Od 2007 roku po raz trzeci prowadzi Club Sporting Cristal.